# Notodonta niger
Notodonta niger är en fjärilsart som beskrevs av Edward Alfred Cockayne 1942. Notodonta niger ingår i släktet Notodonta och familjen tandspinnare. Inga underarter finns listade i Catalogue of Life.